# امشب هالیوود
«امشب هالیوود» (به انگلیسی: Hollywood Tonight) تک‌آهنگی اثر هنرمند مشهور آمریکایی، مایکل جکسون است که پس از مرگ او در آلبوم گردآوری شدهٔ مایکل منتشر شد. این ترانه در ۱۱ فوریه ۲۰۱۱ به عنوان دومین تک‌آهنگ از آلبوم «مایکل» روانهٔ بازار شد.
قسمت میانی ترانه توسط تاریل جکسون، برادر زادهٔ مایکل جکسون خوانده شده‌است.
ویدئو کلیپ «امشب هالیوود» در ۱۰ مارس ۲۰۱۱ منتشر شد که در آن سوفیا بوتلا لباس مایکل را بر تن دارد و به همراه ۶۰ رقصندهٔ دیگر به بازسازی رقص‌های او می‌پردازد.
این تک‌آهنگ موفق شد در جدول رقص کلاب بیلبورد رتبهٔ ۱ به دست بیاورد.

## پیش‌زمینه و تولید
ترانه «امشب هالیوود» در سال ۱۹۹۹ در نخستین مراحل ضبط آلبوم استودیویی تسخیرناپذیر و هنگام اقامت جکسون در هتل بورلی هیلز، توسط خود او نوشته شد و در همان زمان به همراه دوست و همکار دیرینه‌اش برد باکسر (Brad Buxer) سرگرم کار بر روی آهنگ شدند اما وقتی تهیه‌کننده، رادنی جرکینز برای کار بر روی آلبوم تسخیرناپذیر از راه رسید، جکسون از کار بر روی این آهنگ دست کشید.
طی سال‌های بعد او ساخت این آهنگ را بارها انجام داد. برای باس آهنگ، او به دنبال ساخت قطعه‌ای مشابه ترانهٔ «بیلی جین» اما متمایز بود. او بر روی برگهٔ دستور کار این آهنگ نوشته بود: «باس خاموش و ملایم بر روی هالیوود».
در سال ۲۰۰۷ در لاس وگاس، مایکل جکسون و باکسر همچنان سرگرم کار بر روی «امشب هالیوود» بودند سپس در اکتبر ۲۰۰۸ و در زمانی که جکسون در لس آنجلس زندگی می‌کرد، از مهندس ضبط، مایکل پرینس خواست تا آخرین نسخهٔ میکس شدهٔ آهنگ را بر روی سی‌دی به وی تحویل نماید تا آن را گوش دهد و ببیند چه عیب و نقصی دارد اما او پس از آن تاریخ هرگز بر روی امشب هالیوود کار نکرد.

## موزیک ویدئو

### انتشار
موزیک ویدئوی «امشب هالیوود» در ۱۰ مارس ۲۰۱۱ منتشر شد. در این ویدئو، ترانه کمی با نسخهٔ اصلی منتشر شده تفاوت داشت. «Throwback Mix» نام میکس جدید این ترانه بود که آن را مشابه ترانهٔ بیلی جین می‌کرد.
موزیک ویدئوی «امشب هالیوود» که از ایدهٔ خود جکسون ساخته شده‌است، داستان سفر زنی جوان از شهری کوچک به شهر هالیوود، کالیفرنیا و رؤیای ستاره شدن اوست.

دست نوشتهٔ مایکل جکسون در سال ۲۰۰۷: دختر این داستان در ۱۵ سالگی از خانه فرار می‌کند. او رؤیای شهرت، ثروت و فوق ستاره شدن را در سر دارد. هدفش اینست که به هالیوود راه یابد. دشواری‌های او در این راه، طاقت فرسا هستند، اما او بر خلاف خواست والدینش با آنها روبرو می‌شود. - بر اساس یک داستان واقعی.

بلند پروازی او، درخشیدن بر روی صحنه‌های رقص است. در این آهنگ، دشواری‌هایی که هر هنرمندی برای ستاره شدن با آن‌ها دست به گریبان است، در برابر مخاطب تصویر می‌گردد.
رقصندهٔ اصلی موزیک ویدئو، سوفیا بوتلا، متولد الجزایر است. او که لباس معروف بیلی جین را بر تن دارد به همراه بیش از ۶۰ رقصندهٔ دیگر به بازسازی رقص‌های مشهور جکسون می‌پردازد.
وین ایشام که کارگردان موزیک ویدئوی نامبر وان «تو تنها نیستی» مایکل جکسون در سال ۱۹۹۵ بود، کارگردانی «امشب هالیوود» را هم به‌دست گرفت. وین ایشام که موزیک ویدئوی ترانهٔ «تو تنها نیستی» را در تماشاخانهٔ پانتیجز (Pantages Theatre) ضبط کرده بود این بار به جلوی تماشاخانهٔ پانتیجز بازگشت؛ جایی که در آخر موزیک ویدئوی «امشب هالیوود» صحنهٔ رقص طرفداران جکسون بوده‌است.

## نسخه تک‌آهنگ
پس از انتشار این ترانه، بسیاری از طرفداران جکسون بابت بیش از حد پرداخته شدن آوازهای مایکل و دکلمهٔ طولانی آن (خوانده شده توسط تاریل جکسون) ناراضی بودند.
جکسون دکلمهٔ این آهنگ را نوشته بود اما پس از مرگش، تدی رایلی آن را بازنویسی کرد که نسبت به آنچه جکسون نوشته بود فرق داشت.
جکسون نوشته‌است:
| او حتی بلیط ندارد             |
| حتی راه بازگشت ندارد          |
| او گمشده و تنهاست             |
| جایی برای رفتن ندارد          |
| او جوان و افسرده‌است           |
| همان‌طور که پدرش پیش‌بینی می‌کرد |

نوشتهٔ جکسون حاکی از غم و ناکامی است، اما تدی رایلی آن را مثبت‌تر و روشن‌تر بازنویسی نمود. او می‌گوید:
«به این ترتیب ما نشان می‌دهیم که آرزوی او تحقق می‌یابد و موفق می‌شود. او ماموریتش را به انجام می‌رساند.»
سونی تصمیم گرفته‌است که در نسخهٔ تک‌آهنگ، این دکلمه را حذف نماید و به جای آن، از هنر صدا سازی جکسون با حنجره‌اش- که امضای او در کارهایش محسوب می‌شود -استفاده کند، صدایی از او که بر روی یک نوار کاست در اتاق هتل جا مانده بود. این نوار حاصل یکی از جلسه‌های ضبط مایکل جکسون است.
این نسخه از آهنگ که بر روی سی‌دی به صورت تک‌آهنگ به بازار خواهد آمد، نسبت به نسخه‌ای که در آلبوم «مایکل» قرار دارد، به آخرین نسخه‌ای که جکسون بر رویش کار کرده بود، نزدیکتر است.